# 무주 북고사 신중탱화
무주 북고사 신중탱화(茂朱 北固寺 神衆幀畵)는 대한민국 전북특별자치도 무주군 북고사에 있는 불화이다. 2000년 11월 17일 전라북도의 유형문화재 제187호로 지정되었다.

## 참고 자료
- 북고사신중탱화 - 국가유산청 국가유산포털